# Hartungsche Säule

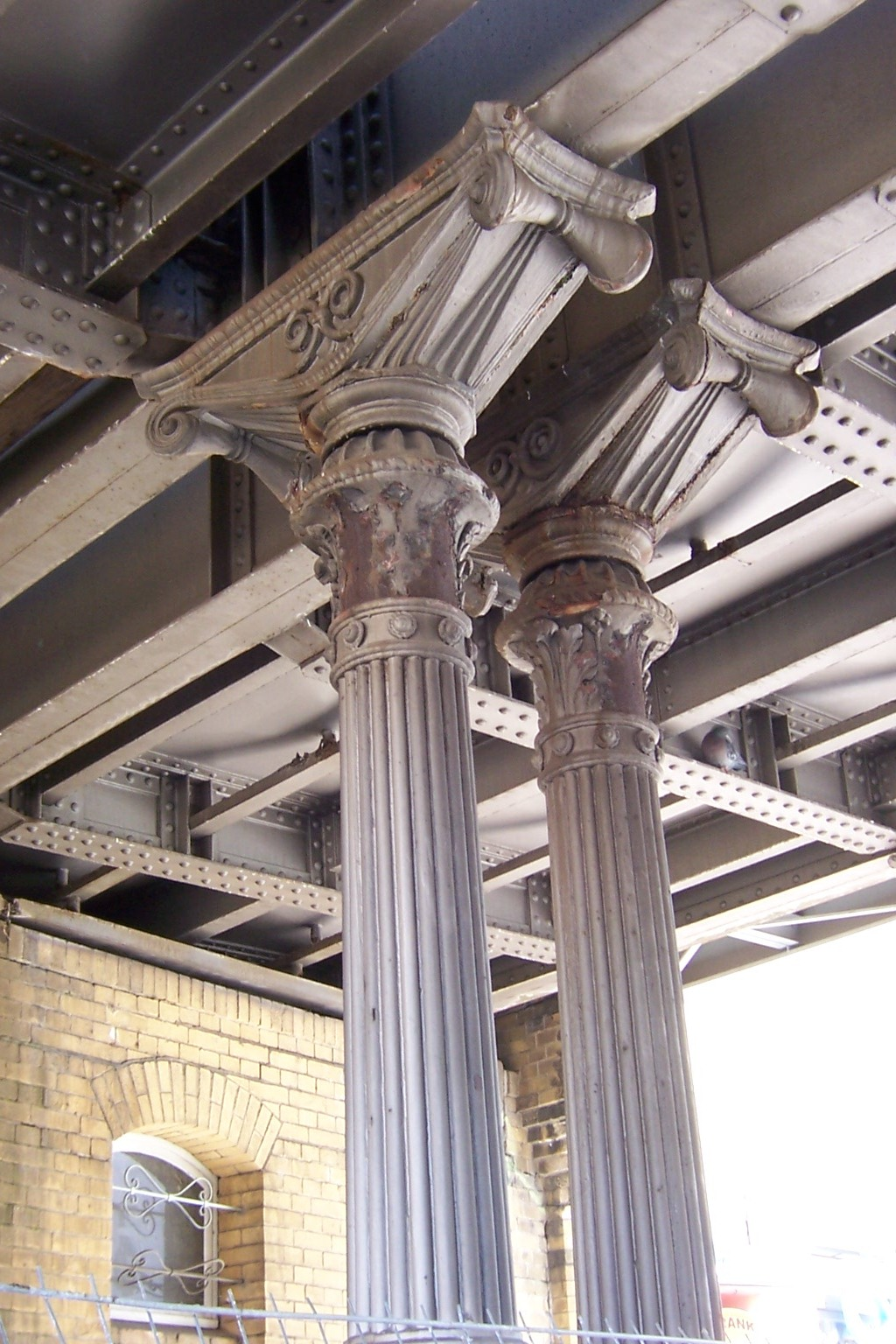
Hartungsche Säulen am S-Bahnhof Baumschulenweg, vor dem Neubau der Bahnbrücken, 2008

Hartungsche Säulen, benannt nach dem in Berlin tätigen Architekten Hugo Hartung, sind verzierte gusseiserne Pendelstützen für stählerne Eisenbahnbrücken, die im Berliner Raum zwischen 1880 und 1910 verwendet wurden. Sie wurden zunächst beim Bau der Berliner Stadtbahn, aber auch bei der Hochlegung der Anhalter Bahn sowie bei den meisten danach erstellten Brückenbauwerken eingesetzt. Die Hartungsche Säule ist ein stilprägendes Element der Berliner Eisenbahnarchitektur und damit auch eng mit der Berliner S-Bahn verbunden.

## Geschichte
In den Jahren ab 1870 mussten im Berliner Raum viele Bahnstrecken aufgrund der zunehmenden Verkehrsbelastungen durch die Anlage von Eisenbahndämmen hochgelegt werden, um höhengleiche Kreuzungen zwischen dem Eisenbahn- und dem Straßenverkehr zu vermeiden. Deshalb wurden an zahlreichen Stellen neue Eisenbahnbrücken gebaut. Aufgrund der Brückenspannweiten von bis zu 26,4 m (teilweise auch mehr) waren Zwischenstützen notwendig, um die Biegebeanspruchungen der Brückenträger in vertretbaren Grenzen halten zu können. Diese Stützen waren im Regelfall zwischen Gehweg und Fahrbahn angeordnet.
Typische Brückenabmessungen aus dieser Zeit sahen eine lichte konstruktive Durchfahrtshöhe von zunächst rund vier Metern und Fahrbahnbreiten von sechs bis zwölf Metern vor. Die zugelassene Durchfahrtshöhe war mit 3,80 m etwas geringer, da eine Sicherheitstoleranz schwingende bzw. wankende Fahrzeugkästen oder Ladungen sowie Schnee- und Eisbeläge auf der Fahrbahn berücksichtigt. Je nach Stärke des Fußgängeraufkommens bzw. der Straßenkategorie wurden Gehwegbreiten zwischen zwei und fünf Metern eingeplant. Die Mittelachsen der Pendelstützen waren im Regelfall rund 0,5–0,75 m von der Bordsteinkante und vom Gehweg entfernt. Die lichten Durchfahrtshöhen mussten bei späteren Brücken auf rund 4,50 m (zugelassene Durchfahrtshöhe 4,00 m) festgesetzt werden, um die Durchfahrt von elektrischen Straßenbahnen und Doppeldeckerbussen zu ermöglichen.
Für den damaligen Zeitgeschmack waren die ersten einfach gestalteten Bauteile von stählernen Brücken und anderen Bauwerken, wie sie zwischen 1867 und 1877 beim Bau der Ringbahn Anwendung fanden, jedoch zu nüchtern. Deshalb wurde im Jahr 1880 anlässlich des Baus der durch die Berliner Innenstadt führenden Stadtbahn vom Architekten-Verein zu Berlin ein Architektenwettbewerb ausgelobt, in dem das Modell II von Hugo Hartung ausgezeichnet wurde. Es wurde nach seinem Schöpfer als Hartungsche Säule benannt.
Die Hartungsche Säule wurde aufgrund ihrer technischen Vorzüge, ihrer ansprechenden Gestaltung und ihres günstigen Preises von 269 Mark pro Stück zur Regelausführung für Eisenbahnbrückenstützen im Berliner Raum bestimmt und blieb dies bis kurz vor dem Beginn des Ersten Weltkriegs.
Produziert wurden die Hartungschen Säulen in der Eisengießerei Tangerhütte südlich von Stendal.

## Konstruktive Anforderungen an Brückensäulen

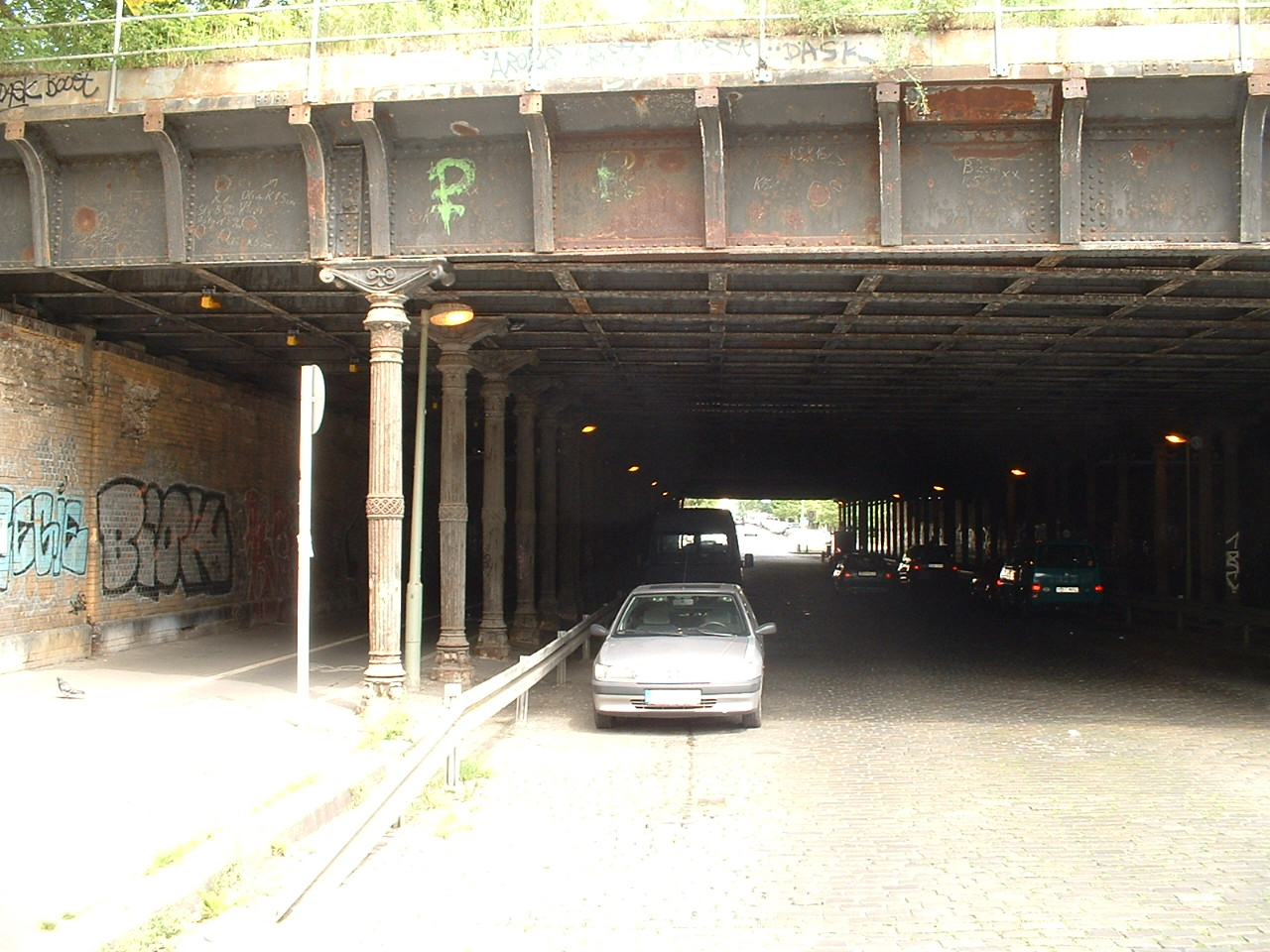
Gesamtansicht der Hartungschen Säule mit Querschnittsvergrößerung in der Schaftmitte, Gleimtunnel

Für die Zwischenstützen von stählernen Brücken können sowohl Stahlblechprofile als auch gusseiserne Säulen verwendet werden.
Gusseisen bot sich als geeigneter Werkstoff an, weil Stützen nur auf Druck und Knicken belastet werden. Biege- und Querkräfte können durch die Ausbildung als Pendelstütze mit Kugelgelenken am Kopf und am Fuß ausgeschlossen werden.
Gusseisen ist preiswerter als Baustahl. Zudem ist die Korrosionsneigung von Gusseisen deutlich geringer im Vergleich zu Stahlblech.
Der Mittelbereich der Stützen erhielt zur Erhöhung der Knicksicherheit einen etwas vergrößerten Querschnitt.
Der Zeitgeschmack forderte eine repräsentative, verzierte Gestaltung der Stützen, die die Elemente der antiken Säulen aufgreifen und zitieren sollte. Derartige Verzierungen können mit dem Gussverfahren hergestellt werden. Die gusseisernen Stützen hätten die statischen Anforderungen auch mit einer schlichten, unverzierten Oberfläche erfüllt. Wenn größere Mengen benötigt werden, ist der Aufwand für die Herstellung der Gussformen relativ gering. Die Produktion von verzierten Gussteilen aus Gusseisen ist zu günstigen Herstellungskosten möglich.
Heute werden gusseiserne Stützen wegen des im Vergleich zu Stahl höheren Sprödbruchrisikos beim Aufprall von Fahrzeugen oder bei Bränden nicht mehr für Brücken verwendet.

## Gestaltung der Hartungschen Säule

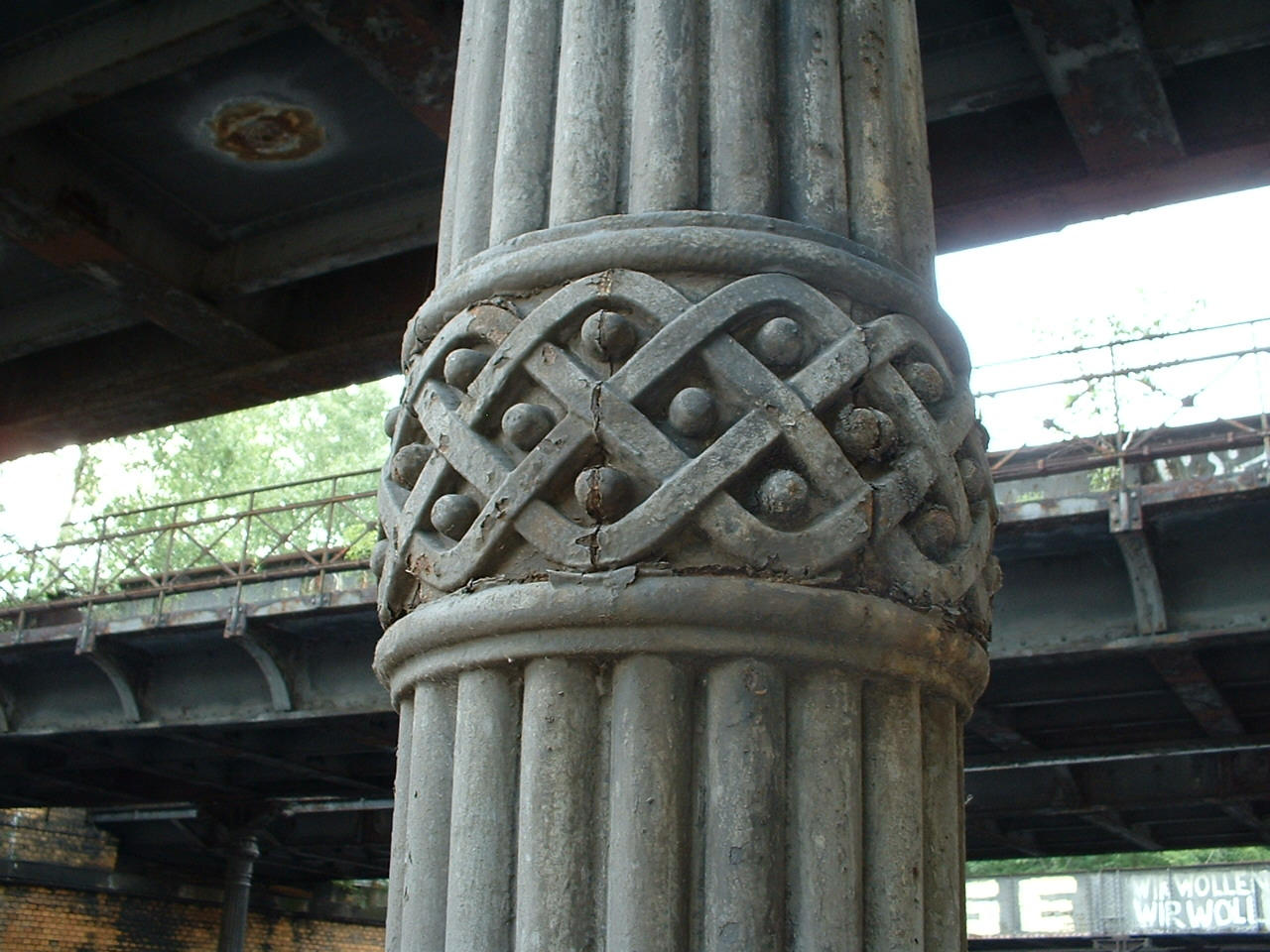
Mittelteil der Hartungschen Säule mit Bandwerk an den Berliner Yorckbrücken

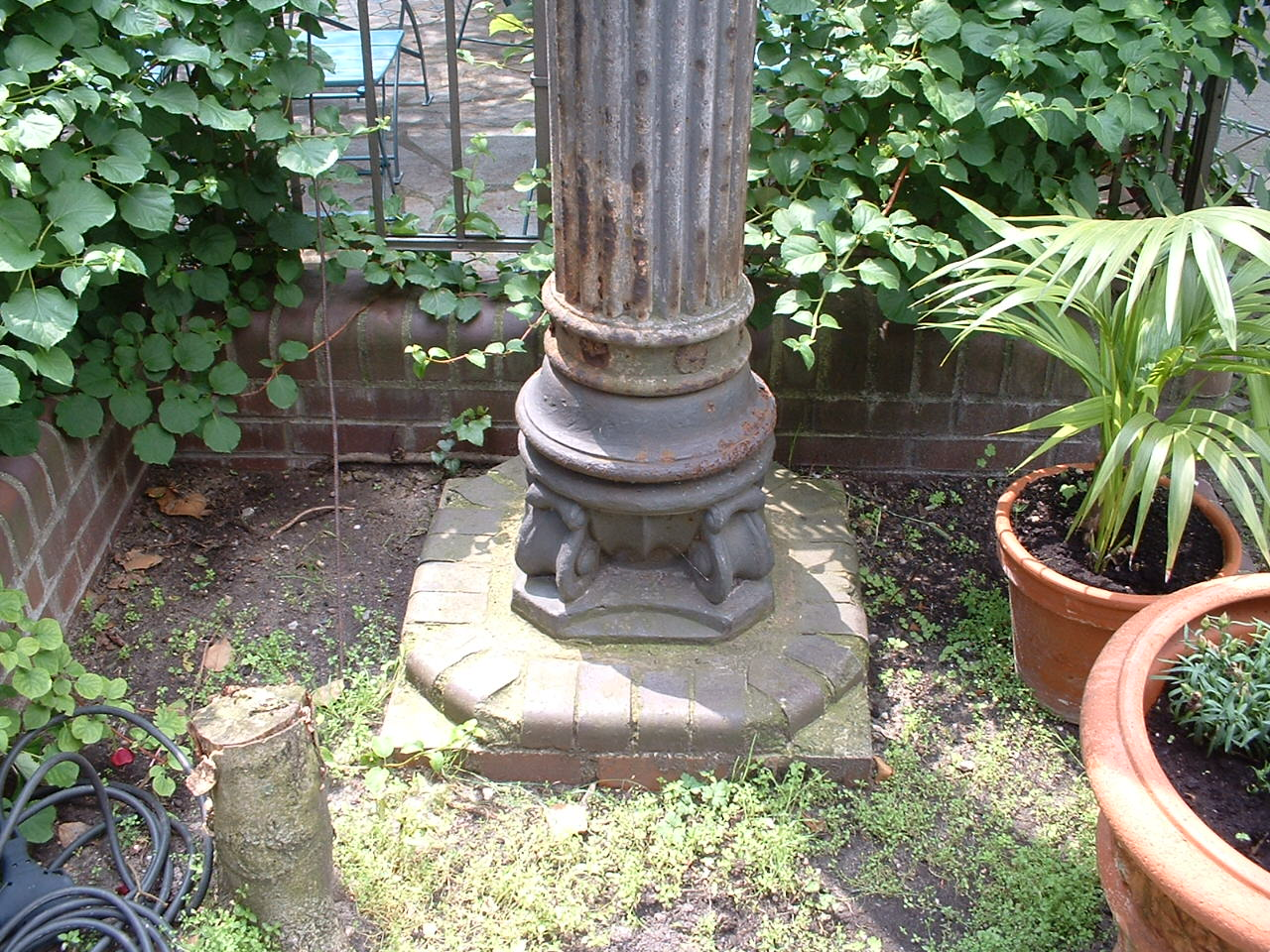
Fuß der Hartungschen Säule, Fremdnutzung in einem Berliner Biergarten

Der Säulenkopf der Hartungschen Säule besitzt ein Kapitell mit schneckenförmigen Voluten, das an ionische Tempelsäulen erinnert. Zusätzlich ist ein zweites Kapitell darunter angeordnet, das korinthischen Säulenköpfen ähnelt. Das obere Kapitell ist am Untergurt der Brücke angeschraubt und sitzt auf einer Halbkugelschale des unteren Kapitells, das fest mit dem Säulenschaft verbunden ist.
Zur besseren plastischen Ausformung der Voluten wurden am oberen Kapitell seitliche Verblendungen angebracht, die inzwischen oft verloren gegangen sind oder im Westteil Berlins planmäßig entfernt wurden. Auch die Akanthusblätter des unteren Kapitells wurden aufgesetzt und sind heute teilweise verloren gegangen.
Die eigentliche Säule ist kanneliert, also mit Längsrillen versehen. Der Mittelbereich ist im Querschnitt vergrößert, außerdem ist er durch aufgesetztes Bandwerk verziert. Zur Anpassung an unterschiedliche Brückenlasten konnte die Wandstärke des Säulenschaftes für bis zu 100, 125 und 155 Tonnen Last pro Säule variiert werden. Es war auch möglich, unterschiedliche Schaftlängen von 3,40, 3,66, 3,92 und 4,33 m zur Anpassung an unterschiedliche lichte Brückenhöhen zu liefern. Hiervon wurde letztlich allerdings kaum noch Gebrauch gemacht, da die notwendige Durchfahrtshöhe für Straßenbahnen und Doppeldeckbusse bei den meisten Brücken hergestellt werden sollte.
Der Fuß der Säule ist als verzierter Sockel mit plastisch herausgearbeiteten Rippen ausgebildet. Auch der Fuß besitzt eine Halbkugelschale, auf der der Säulenschaft aufgelagert ist.

## Verbreitung der Hartungschen Säule

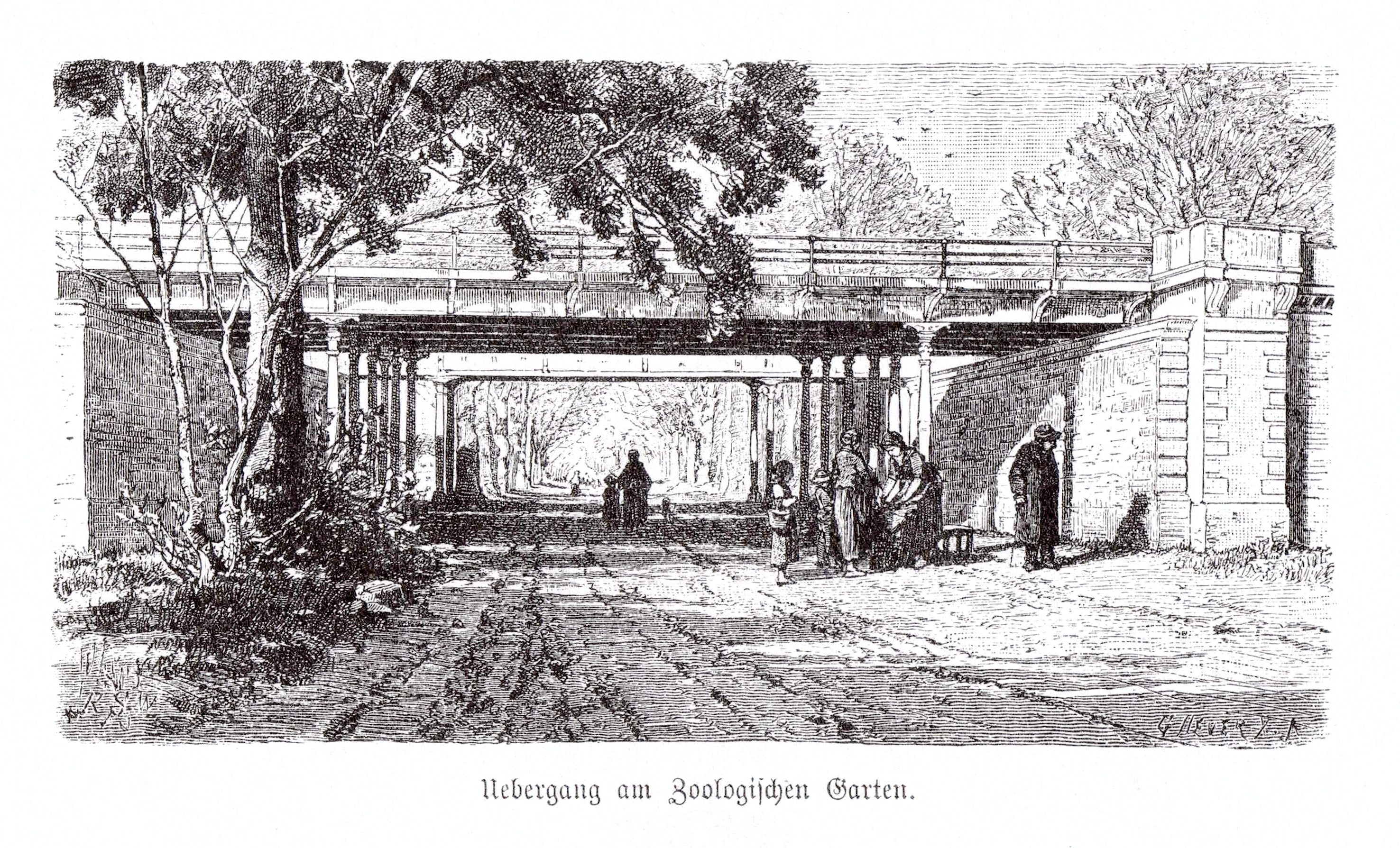
Hartungsche Säulen an der Stadtbahnbrücke am Bahnhof Zoo, Holzstich, 1882

Die Hartungsche Säule wurde zunächst beim Bau der Berliner Stadtbahn, die 1882 in Betrieb genommen wurde, in großer Stückzahl verwendet. Der Stadtbahnbau war der Anlass für den Architektenwettbewerb, aus dem dieser Säulentyp hervorging. In den Jahren 1880 bis 1882 wurde die Hartungsche Säule bei den Brücken Holzmarktstraße, Brückenstraße, Schicklerstraße, Rosa-Luxemburg-Straße, Spandauer Straße, Neue Promenade, Reichstagufer, Unterbaumstraße, Alexanderufer, Paulstraße, Bartningallee, Claudiusstraße, Fasanenstraße, Wilmersdorfer Straße und Holtzendorffstraße eingebaut. Inwieweit auch die Brücken Kantstraße, Uhlandstraße, Grolmanstraße, Knesebeckstraße, Bleibtreustraße, Schlüterstraße und Leibnizstraße jeweils Hartungsche Säulen bekamen, ist derzeit nicht belegbar, aber aufgrund der Straßenbreiten und der Brückenanordnung relativ wahrscheinlich. Bei den letztgenannten Überführungen wurden die alten Brücken bereits in den späten 1920er und frühen 1930er Jahre im Rahmen der Achslasterhöhung der Berliner Stadtbahn auf 20 Tonnen gegen Neubauten ersetzt. Hierbei wurden die gusseisernen Säulen durch kräftige Stützen aus vernieteten Walzstahlprofilen ersetzt, meist in Portalbauweise.
An besonders herausragenden Stellen der Berliner Stadtbahn, wie den Überführungen Rathausstraße am Alexanderplatz, Friedrich-List-Ufer am Lehrter Bahnhof, Alt-Moabit, Straße des 17. Juni und Hardenbergstraße, wurden zunächst andere, noch schmuckvollere Stützen eingebaut. Hierfür kam zum Beispiel das – damals mit 353 Mark deutlich teurere – ebenfalls von Professor Hugo Hartung entworfene Modell I zum Einsatz.
Nach der Fertigstellung der Berliner Stadtbahn wurde die Hartungsche Säule auch bei der Anhalter Bahn verwendet. Hierzu gehörten die Ferngleise und die Gütergleise an der Yorckstraße, heute bekannt als Yorckbrücken (1880–1905), sowie später die Brücken Sachsendamm (1903–1905), Edenkobener Weg (1899) und Leonorenstraße (1898–1900).
Bei der Wannseebahn wurde dieser Säulentyp nur bei den Brücken Sachsendamm (1891) und Lindenthaler Allee (1904) verwendet. Die Brücken über die Yorckstraße (1891) und über die Rubensstraße (1891) erhielten abweichende Säulentypen.
Auf dem Südring wurden die Brücken Hauptstraße und Eisackstraße am Innsbrucker Platz sowie Gotenstraße (1906/1907), Naumannstraße (1902) und Am Treptower Park (1895) mit der Hartungschen Säule ausgestattet. Außerdem wurde sie auf dem Nordring bei der Erweiterung der Brücke Wiesenstraße (1899) verwendet.
Auf der Berliner Nordbahn in Richtung Oranienburg kam die Hartungsche Säule im Gleimtunnel (1904–1907) und bei den Brücken Wollankstraße (1901/1902), Provinzstraße (1907) und Klemkestraße (1902–1907) zum Einsatz; verwendet wurde sie auch bei der in der Nähe befindlichen Brücke Kopenhagener Straße (1904/1905) der Kremmener Bahn. Bei der Brücke Kopenhagener Straße der Nordbahn war in den Projektplänen von 1910 zunächst auch die Hartungsche Säule vorgesehen, bei der Bauausführung entschied man sich jedoch für einen moderneren Säulentyp aus Flusseisen.
Bei der Görlitzer Bahn in Richtung Grünau waren die Brücken Karpfenteichstraße (1905), Dammweg (1905), Baumschulenstraße (1905), Rixdorfer Straße (1905/1906), Köpenicker Straße (1903/1904) und Richterstraße (1908/1909) mit Hartungschen Säulen ausgestattet. Auch die Zweigbahn Schöneweide–Spindlersfeld erhielt im Rahmen der Hochlegung 1906 an der Überführung der Rudower Straße/Hartriegelstraße diese Säulen.
Im Osten Berlins fand die Hartungsche Säule auf der Frankfurter Bahn (Vorortbahn nach Erkner) an den Brücken Karlshorster Straße (1898/1899), Schlichtallee (1900–1902), Treskowallee (1901/1902), Bahnhofstraße in Köpenick (1901/1902) und Dahlwitzer Landstraße in Friedrichshagen (1901/1902) sowie auf der Ostbahn (Vorortbahn nach Strausberg) an den Brücken Karlshorster Straße (1903) und Stadthausstraße (1903) Verwendung.
Ab 1910 wurden zunehmend andere gusseiserne Säulentypen ausgewählt, so vor allem beim Ausbau der Stettiner Bahn (Vorortbahn nach Bernau) in den Jahren 1911 bis 1916 und beim Ausbau der Spandauer Vorortbahn.
Beim Bau der ersten Hochbahnstrecke der Berliner U-Bahn von der Warschauer Brücke zum Gleisdreieck und weiter in Richtung Nollendorfplatz (Inbetriebnahme 1902) wurden weder Hartungsche Säulen, noch andere gusseiserne Säulen verwendet. Hier wurden bereits ausschließlich genietete Stützen aus Walzstahlprofilen, oft als Portalrahmen, eingebaut. Diese Stützen wurden nachträglich mit Schmuckelementen verziert.
Inwieweit die Hartungsche Säule auch außerhalb des Berliner Raums verwendet wurde, war bislang nicht bekannt. Ein Bild aus dem Raum Leipzig vom Juni 1990 belegt, dass dieser Säulentyp auch an der Eisenbahnüberführung Zweinaundorfer Straße (Nähe Am Güterring) im Ortsteil Anger-Crottendorf zum Einsatz kam.
Vergleichbare gusseiserne Säulentypen wurden in den Jahren 1880–1910 auch in anderen Regionen verbaut. So wurde beispielsweise beim Bau der dreigleisigen Verbindungsbahn in Breslau im Jahr 1902 ein sehr ähnlicher Säulentyp mit anders gestaltetem Kapitell verwendet.

## Verbleib

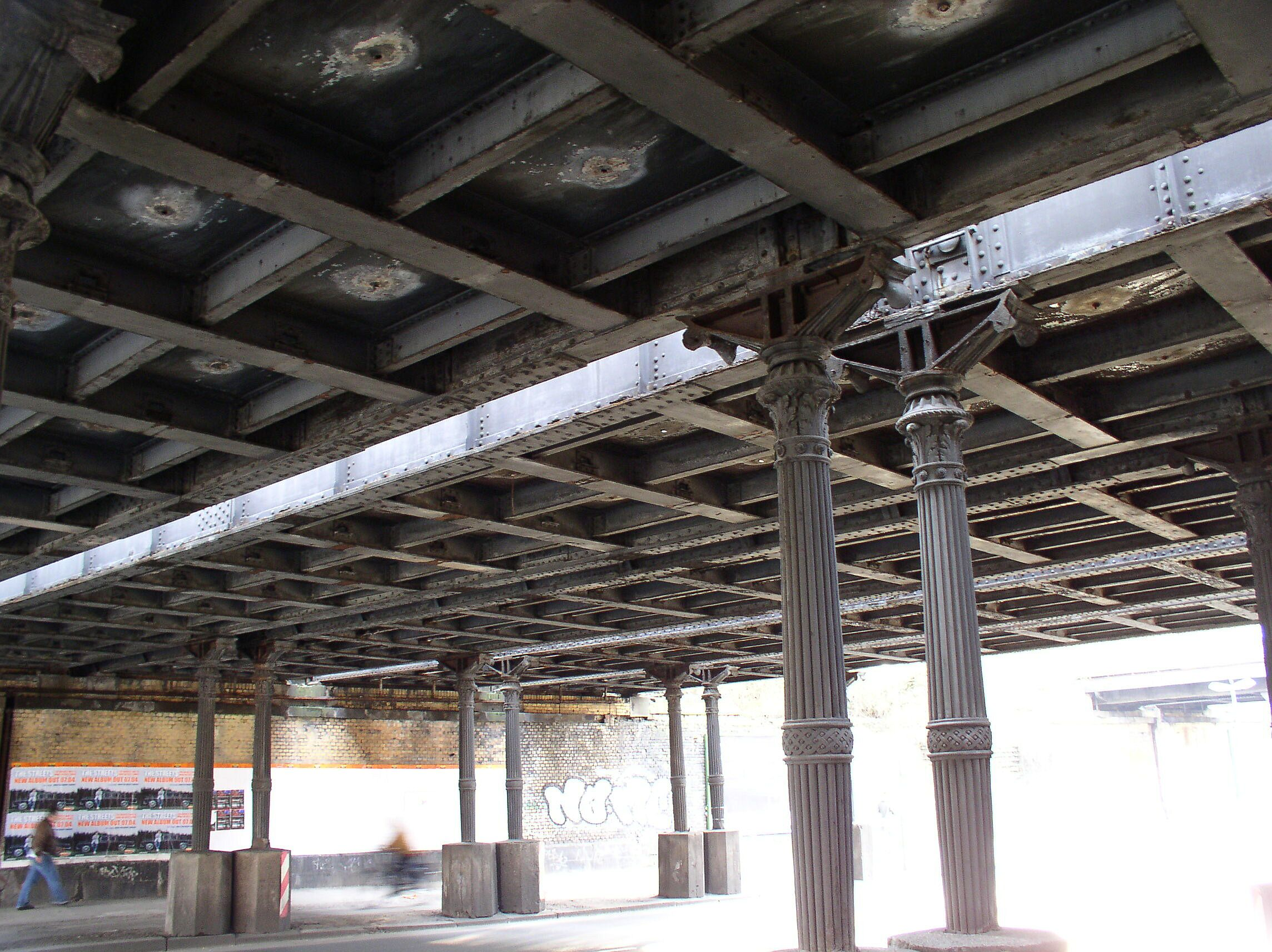
Hartungsche Säulen an den Berliner Yorckbrücken. Die Kapitell-Abdeckungen fehlen bereits.

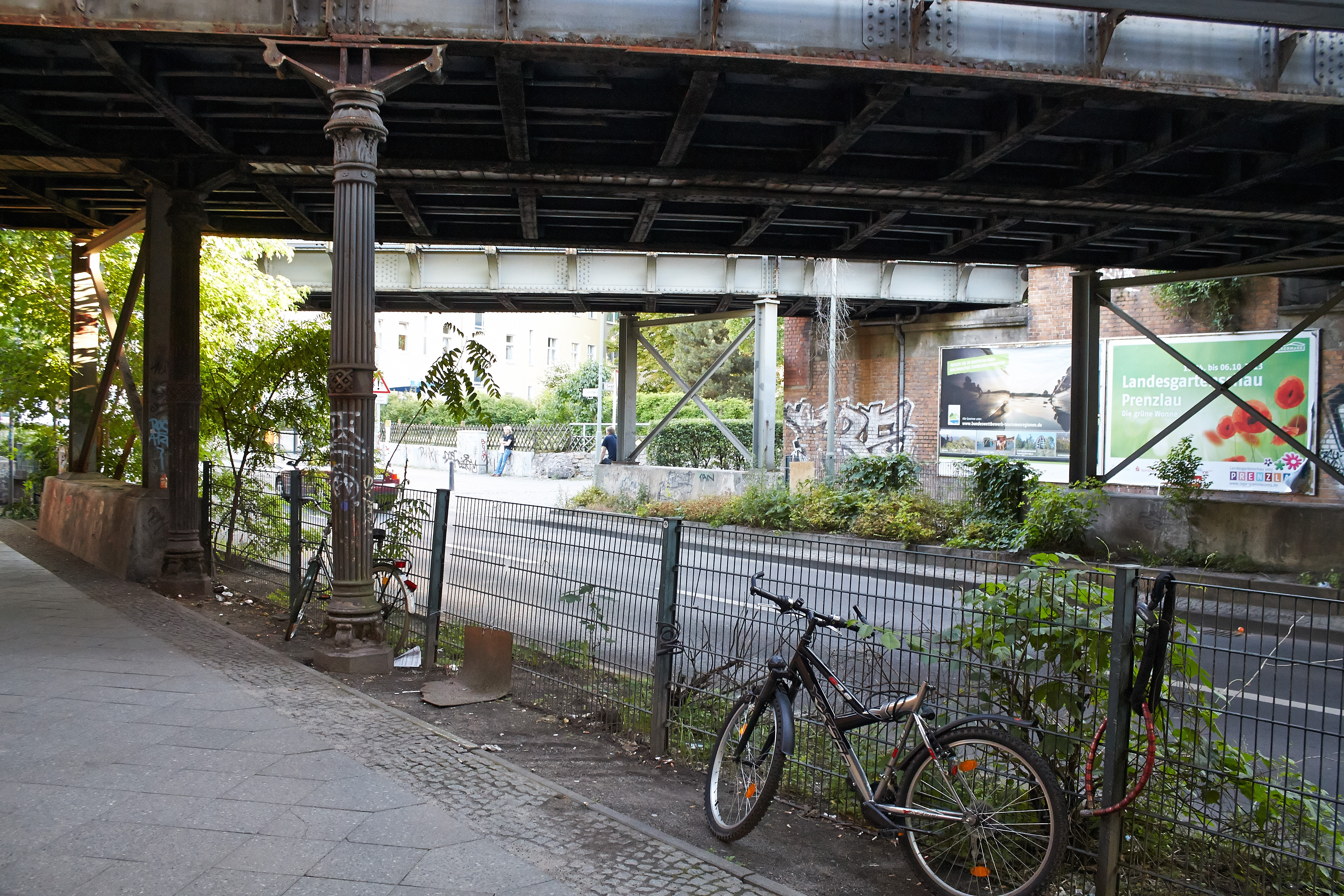
Hartungsche Säulen an der Brücke der Nordbahn über der Provinzstraße. Die Kapitell-Abdeckungen fehlen auch hier.

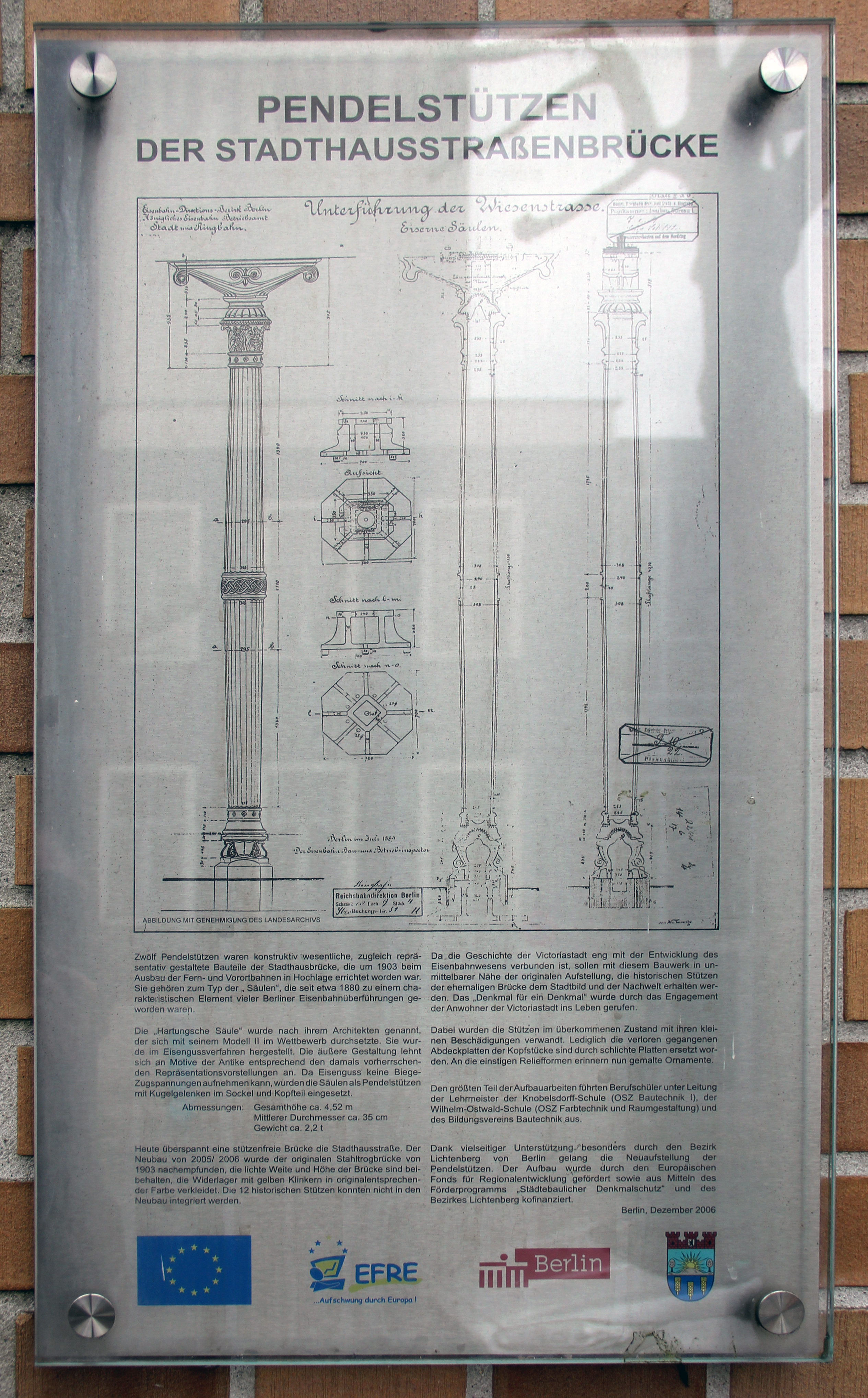
Gedenktafel, Stadthausstraße, in Berlin-Rummelsburg

In Berlin sind auch heute noch einige Exemplare der Hartungschen Säulen als Brückenstützen vorhanden. Sie verschwinden jedoch im Rahmen von Brückenmodernisierungen zunehmend aus dem Stadtbild. Dabei sind oft weniger die gusseisernen Säulen selbst für die Sanierungsnotwendigkeit verantwortlich, sondern eher die korrodierten Stahlüberbauten oder die Absicht, zu enge Eisenbahnüberführungen zu erweitern. Allerdings wurden auch einzelne gusseiserne Stützen wegen des höheren Bruchrisikos durch Stützen aus Walzstahlprofilen oder durch geschweißte Kastenstützen ersetzt. Die Kapitell-Abdeckungen mit den geschwungenen Voluten sind bei vielen Stützen entweder im Laufe der Zeit verloren gegangen oder bei Sicherungsarbeiten entfernt worden, damit sie nicht von selbst herunterfallen.
Bei einigen Brücken über die Yorckstraße (aber auch an anderen Stellen wie an der Holtzendorffstraße) wurden die Säulenfüße im Zweiten Weltkrieg mit Betonsockeln umgossen. Diese Maßnahme, die das freie Pendeln der Stützen einschränkte, sollte verhindern, dass die Brückenüberbauten durch den Luftdruck detonierender Fliegerbomben und Luftminen angehoben und dadurch die Pendelstützen von ihren Kugelgelenken rutschen. Zudem sollten sie dadurch vor Beschädigung durch dagegenprallende Fahrzeuge geschützt werden.
Die BVG, die im Januar 1984 im Westteil Berlins den Betrieb der S-Bahn übernommen hatte, hatte in den folgenden Jahren die Brücken aller betriebenen S-Bahn-Strecken überprüft und bis Ende der 1980er Jahre die gusseisernen Stützen der S-Bahn-Brücken, darunter auch viele Hartungsche Säulen, durch geschweißte Stahlkastenstützen ersetzt. Die Brücken der parallel verlaufenden Güter- und Fernbahngleise wurden bei diesen Maßnahmen nicht verändert, da sie weiterhin im Zuständigkeitsbereich der Deutschen Reichsbahn verblieben.

### Brückenbauwerke mit Hartungschen Säulen, die abgebrochen und durch Neubauten ersetzt wurden
- Bereits in den 1970er Jahren wurden während der Verlängerung der Berliner Stadtautobahn größere Brückenbauwerke mit Hartungschen Säulen am Innsbrucker Platz über die Hauptstraße und über die Eisackstraße (Brücken der Ringbahn) sowie über den Sachsendamm (Brücken der Anhalter und Dresdener Bahn) durch Brückenneubauten ersetzt.
- In den Jahren 2002/2003 wurden an der Holtzendorffstraße (westlich des S-Bahnhofs Charlottenburg) im Rahmen der Sanierung der Stadtbahn 13 Blechträgerbrücken auf Hartungschen Säulen durch Neubaubrücken ersetzt.
- Mit dem Bau des neuen Bahnhofs Südkreuz wurden auch die Brücken über die Gotenstraße (nur S-Bahn) und über die Naumannstraße durch Neubauten ersetzt.
- Im Dezember 2015 wurde auch die zweigleisige Brücke der Südring-Fernbahn über die Gotenstraße entfernt und wird durch einen Neubau ersetzt.
- Der Bahnhof Baumschulenweg wurde zwischen 2006 und 2011 im Rahmen der Modernisierung der Görlitzer Bahn umgebaut. Dabei wurden die Brücken über die Baumschulenstraße durch Neubauten ersetzt. An den drei alten S-Bahn-Brücken waren auf der südlichen Straßenseite noch fünf Hartungsche Säulen, einschließlich der Kapitell-Abdeckungen vorhanden. In der neugestalteten südlichen Eingangshalle wurden insgesamt acht Hartungsche Säulen eingebaut.
- Weitere Hartungsche Säulen verschwanden nach 2000 beim Ausbau der Görlitzer Bahn, der Frankfurter Bahn und der Ostbahn aus dem Stadtbild.
- Bis zum Wiederaufbau der Fernbahngleise der Anhalter Bahn im Jahr 2003 ruhten die Überbauten der Fernbahn über den Edenkobener Weg auf Hartungschen Säulen.
- Die Brücken der Kremmener Bahn über die Kopenhagener Straße in Reinickendorf waren noch bis März 2010 im Originalzustand von 1905 mit Hartungschen Säulen versehen. Die Brücken waren denkmalgeschützt, mussten aber wegen mangelnder Betriebssicherheit durch neue Brücken ersetzt werden.
- Zwei von ehemals fünf Säulen einer S-Bahn-Brücke über die Treskowallee am Bahnhof Karlshorst waren bis zu deren Aushub Ende Mai 2012 im Zuge des Ersatzneubaus der Eisenbahnüberführung erhalten. Die Säulen wurden einschließlich ihrer erhaltenen Kapitell-Abdeckungen gesichert.

### Brücken, an denen noch Hartungsche Säulen zu finden sind
(Stand: April 2016)
- 16 Brücken mit 64 Säulen zum Anhalter Güterbahnhof im Bereich der Yorckstraße (Yorckbrücken, östlicher Bereich), im Wesentlichen ab 1880.
- Das 130 m breite Überführungsbauwerk zum Güterbahnhof der Berliner Nordbahn über der Gleimstraße aus dem Jahr 1903, auch als Gleimtunnel bekannt; dieses Bauwerk besteht nicht aus parallel angeordneten Einzelbrücken, sondern aus einem zusammenhängenden Tragwerk, das von 80 Hartungschen Säulen gestützt wird. An den meisten Säulen sind die Kapitell-Abdeckungen noch vorhanden.
- Eine Brücke mit vier Säulen am Bahnhof Schönholz, auf der ein ehemaliges Fernbahngleis der Nordbahn über die Provinzstraße führt.
- Eine eingleisige Brücke mit vier Säulen, auf der die S-Bahn-Strecke Schöneweide – Spindlersfeld die Rudower Straße/Hartriegelstraße überquert. Sie ist die letzte Brücke mit Hartungschen Säulen, die weiterhin (Stand: Juni 2012) noch befahren wird. Die Hartungschen Pendelstützen wurden hier mit einem kräftigen Anfahrschutz gegen den Straßenverkehr gesichert. Bei diesen Säulen sind keine Kapitellblenden mehr vorhanden.

Vom Modell I des Berliner Architektenwettbewerbs von 1880 ist kein Exemplar erhalten geblieben.

## Andere gusseiserne Säulentypen in Berlin

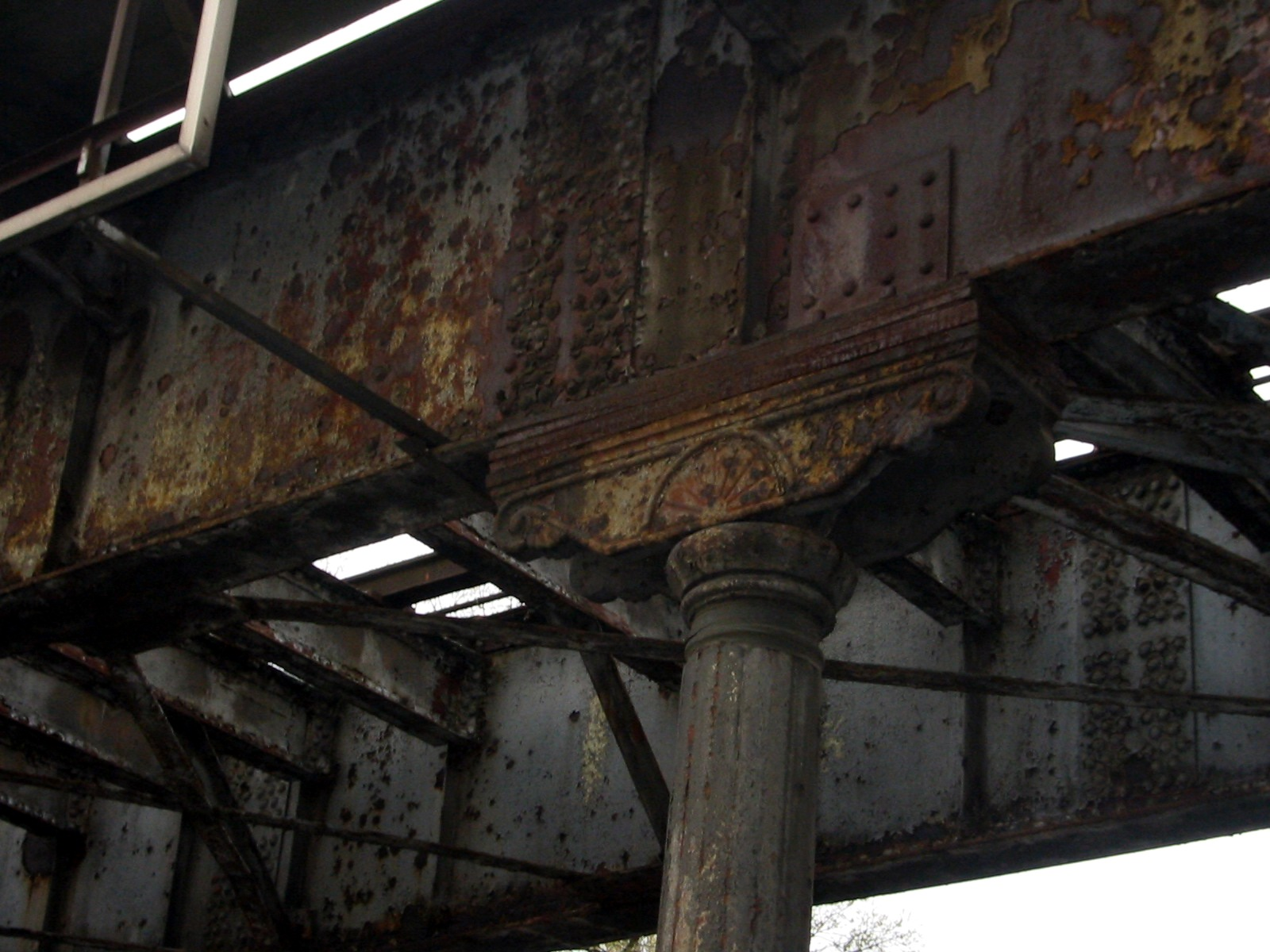
Vorläufer der Hartungschen Säule an einer Brücke der Dresdener Bahn an den Yorckbrücken

Neben den Hartungschen Säulen existieren in Berlin noch einige andere Typen gusseiserner Säulen:
- An den Yorckbrücken (Brücke neben der Bautzener Straße) ist noch eine alte Brücke der Dresdner Bahn aus dem Jahr 1875 erhalten geblieben. Hierbei handelt es sich nach derzeitigem Erkenntnisstand um die älteste erhaltene Eisenbahnbrücke mit gusseisernen Pendelstützen in Berlin, die allerdings seit vielen Jahren nicht mehr genutzt wird.
- Die Gütergleisbrücken der Wannseebahn über die Rubensstraße aus dem Jahr 1891 besitzen gusseiserne Säulen ohne Voluten-Kapitell und ohne Kannelüren.
- Die Brücken der Wannseebahn bzw. der Berlin-Potsdamer Stammbahn am S-Bahnhof Yorckstraße (Großgörschenstraße) wurden mit Säulen nach einem Entwurf von Hartwich ausgerüstet. Bei den befahrenen S-Bahn-Brücken wurden sie bereits in den 1980er Jahren gegen geschweißte Stahlkastenstützen ausgetauscht, die übrigen verbliebenen nicht mehr befahrenen Brücken besitzen noch die alten Säulen.

## Gusseiserne Säulen in Breslau (Wrocław)

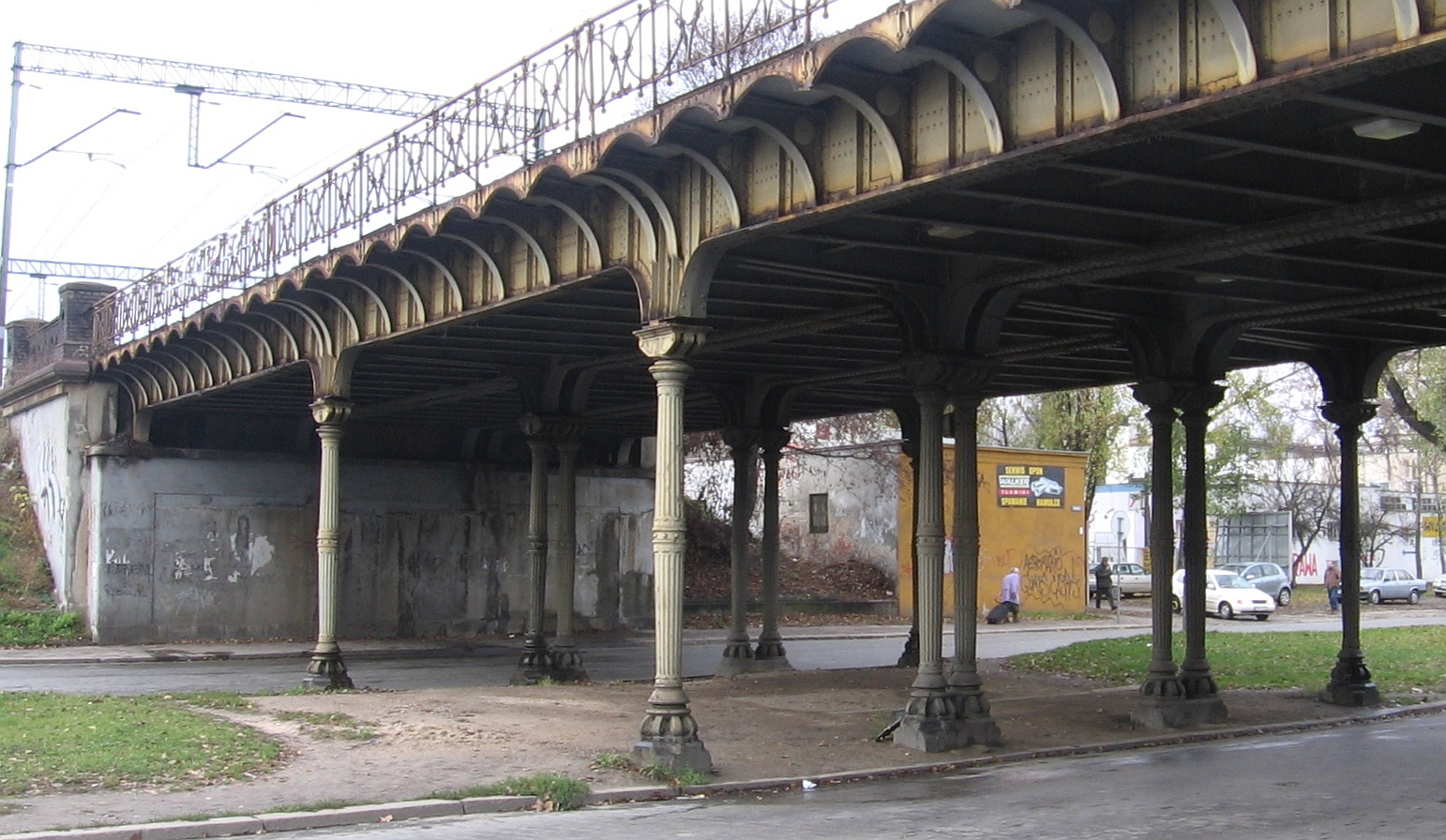
Brücke der Breslauer Verbindungsbahn mit gusseisernen Säulen

Beim Bau der dreigleisigen Breslauer Verbindungsbahn (Inbetriebnahme 1902) wurden an mehreren Straßenüberführungen ebenfalls gusseiserne Pendelstützen eingebaut.
Die Breslauer Pendelstützen ähneln im Schaft der Hartungschen Säule, unterscheiden sich aber insbesondere in der Gestaltung des Kapitells.
Im Rahmen der Modernisierung der Breslauer Bahnanlagen im Jahr 2009 sollten diese Stützen durch Ausgießen mit Beton verstärkt werden. Dies führte jedoch im Winter 2009/10 zum frostbedingten Platzen der gusseisernen Säulen. Daher ist nun der Austausch aller Säulen aus Sicherheitsgründen erforderlich.
Es ist bislang nicht bekannt, wer die Breslauer Pendelstützen entworfen hat. Die Festigkeitsberechnungen wurden zwischen 1896 und 1900 durch die Eisenbahndirektion Breslau durchgeführt.

## Nachnutzung

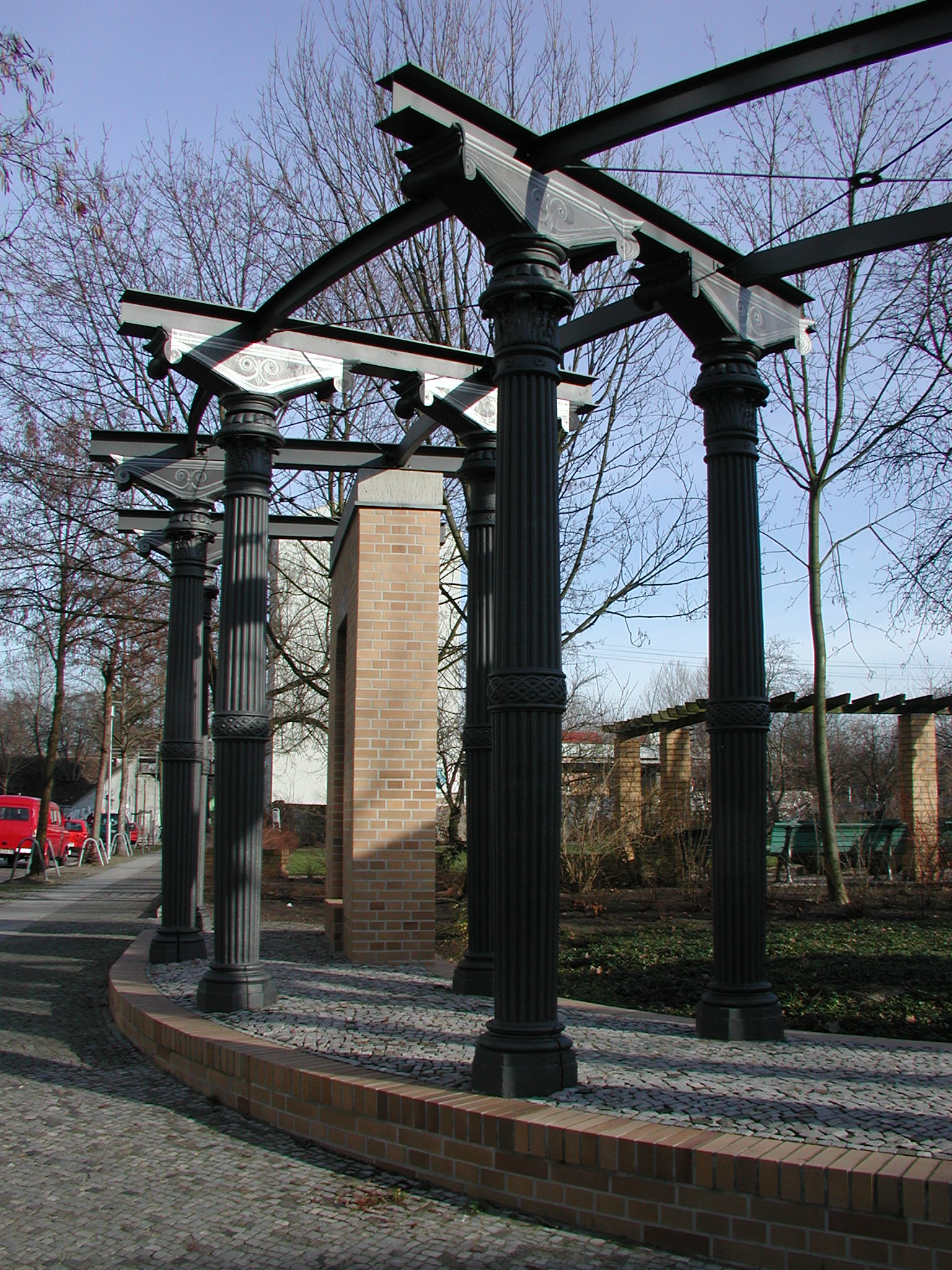
Denkmal für die Hartungschen Säulen von der alten Brücke über die Berliner Stadthausstraße

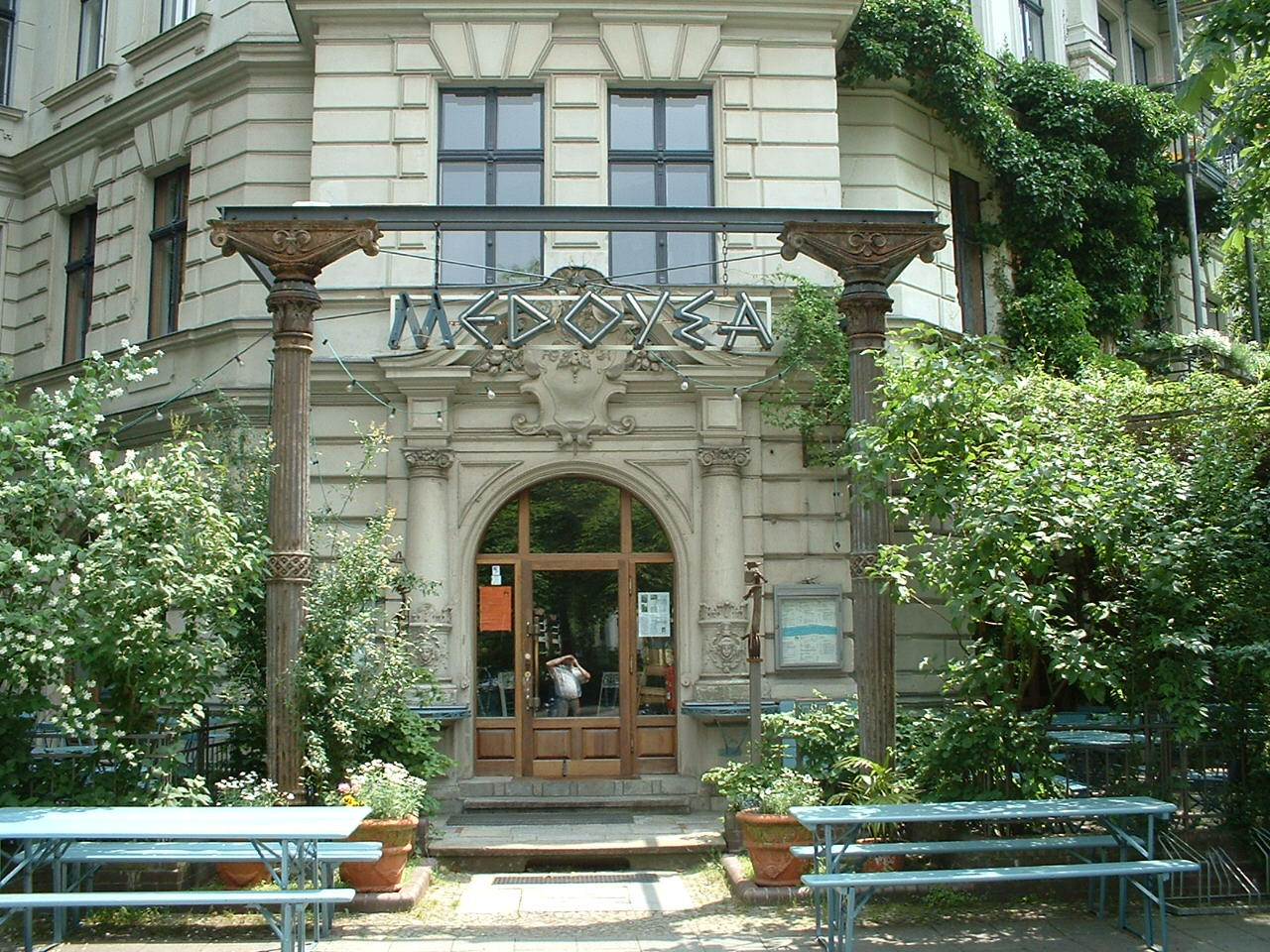
Hartungsche Säulen zieren den Eingang zu einem Restaurant in Berlin-Friedenau

In jüngster Zeit wurden ausgebaute Hartungsche Säulen öfter an anderen Orten aufgestellt. So wurden diese Stützen bereits mehrfach als dekoratives Element zur Ausschmückung von Gebäuden verwendet.
- Seit dem Ende der 1980er Jahre zieren zwei Hartungsche Säulen den Eingang zu einem griechischen Restaurant mit Biergarten am Perelsplatz/Ecke Handjerystraße in Berlin-Friedenau. Hier sind die gusseisernen Kapitellabdeckungen noch vorhanden.
- Ebenfalls seit dem Ende der 1980er Jahre flankieren zwei Hartungsche Säulen den Hauseingang Pohlstraße 51 in Berlin-Tiergarten.
- Im Jahr 2006 wurde eine Gruppe von zwölf Hartungschen Säulen in Form einer Kolonnade als Denkmal für dieses typische Brückenbauteil in der Victoriastadt im Berliner Bezirk Lichtenberg unweit des Bahnhofs Nöldnerplatz aufgestellt. Diese Stützen stammen von der unmittelbar südlich des Denkmals gelegenen alten Brücke der Bahnstrecke Ostkreuz–Lichtenberg über die Stadthausstraße, die 1903 errichtet und 2005/2006 durch einen Neubau ersetzt wurde. Hier waren die gusseisernen Kapitellabdeckungen zwischenzeitlich verloren gegangen; sie wurden für das Denkmal durch Blechblenden ersetzt.
- Wie bereits oben erwähnt, wurden in der neugestalteten südlichen Eingangshalle des S-Bahnhofs Baumschulenweg acht sanierte Hartungsche Säulen eingebaut. Die strukturierten Fußstücke sind allerdings unter dem Bodenniveau verborgen. Es ist nicht bekannt, ob die Säulen hier eine tragende Funktion erfüllen oder nur als historische Reminiszenz verwendet wurden.
- Am Los-Angeles-Platz in Charlottenburg befinden sich zwei Hartungsche Säulen als Teil der Platzgestaltung.